# Pycnotropis cylindroides
Pycnotropis cylindroides är en mångfotingart som beskrevs av Chamberlin 1923. Pycnotropis cylindroides ingår i släktet Pycnotropis och familjen Aphelidesmidae. Inga underarter finns listade i Catalogue of Life.